# 姚卓英
姚卓英（1911年3月8日—？），廣東平遠人，社會學學者，1968年在臺灣創立友好復健技藝社，幫助身障人士就業。

## 生平
姚卓英與大學教授楊萃一育有五名子女。對日抗戰期間，她在重慶創立幼稚園撫養與教育難童的工作。來臺灣之後，她在臺灣大學社會學系擔任教職。
在臺大醫院社會服務部任職期間，姚卓英經常接觸生理殘障、智能不足及精神病的患者，深刻瞭解院方即使在給予生理治療後，依然無法妥善顧及患者心態的遺憾。1968年，經臺大醫院院長同意，姚卓英就在醫院復健部一角成立傷殘職訓機構──台北市友好工藝社。姚卓英招訓的對象為十五歲以上、三十歲以下的患者，訓練項目有修理鐘錶、刻印配鑰、大理石加工、中英打字、木刻、繪畫、印刷、縫紉、製粉筆。1977年，姚卓英退休後全力投入此項工作。
在1978年報導時，此傷殘職訓機構以「友好復健技藝社」之名搬至新店鎮北新路一段86巷10弄6號，並且已有兩百七十五位學員受訓結業，其中以鐘錶部結業學員就業率最好。但1980年代初，隨價格便宜的電子表在臺灣的興起，修理機械表維生的行業行情一落千丈，讓當初以此為生的身障者須回頭再向友好復建技藝社學其他技藝。
1985年，姚卓英因貢獻獲得友好國際協會的傑出服務獎。同年，姚卓英與袁鑫生獲選為全國好人好事代表中的好人代表。1987年，與王守信、廖秀年、魏海蓮等獲得第三屆吳尊賢愛心獎。1994年6月12日，中華民國傷殘重建協會成立三十週年紀念大會上，姚卓英獲第一屆國際友好工業社終身服務獎，由國際友好工業社聯盟會長柯克斯代表頒授獎牌。

## 著作
- 姚卓英. . 正中書局. 1984.
- 姚卓英. . 杏文出版社. 1978.